# High-Speed Circuit-Switched Data
High-Speed Circuit-Switched Data (HSCSD) es una mejora al mecanismo de transmisión de datos de GSM o circuit-switched data (CSD). Fue aprobado por la ETSI en 1997 y fue desplegado por varios operadores de GSM en el mundo.
HSCSD introduce dos modificaciones tecnológicas que permiten conseguir una velocidad de transmisión seis veces superior a la de GSM (57,6 kbit/s frente a 9,6 kbit/s).
La asignación de canales frecuenciales es hecha análogamente a GSM, sin embargo ahora es posible asignar al usuario hasta cuatro canales temporales (ranuras temporales o time slots).
La segunda novedad de HSCSD es permitir transmitir la información con un menor nivel de corrección de errores, de modo que es posible dedicar más bits para transmitir información útil. El método original de corrección de errores usado en GSM fue diseñado para proteger la información correctamente en los límites del área de cobertura, donde las condiciones del canal son peores debido a un incremento en las pérdidas por propagación (por lejanía a la estación base que ofrece el servicio) y de un incremento de los niveles de interferencias (por proximidad a otras estaciones base). La principal carencia de esta estrategia es que no es necesario proteger tanto la información cuando la calidad del enlace es buena. HSCSD tiene en cuenta este aspecto y proporciona diferentes niveles de corrección de errores. En concreto, en cada time slot es posible transmitir a los clásicos 9,6 kbit/s de GSM o bien a 14,4 kbit/s.
La combinación de ambas mejoras implica una nueva velocidad máxima de transmisión de datos de 57,6 kbit/s (4 × 14.4 kbit/s) en condiciones de canal radio favorable, lo que la hacía equiparable a las líneas RDSI de 64,4 kbit/s. Cuando las condiciones radio no son buenas, la velocidad máxima pasa a ser cuatro veces la del CSD de GSM: 38,4 kbit/s (4 × 9,6 kbit/s).
La tecnología HSCSD fue ofrecida comercialmente por primera vez en 1999 por el operador escandinavo Sonera (posteriormente conocido como TeliaSonera) con una velocidad máxima de 38,4 kbit/s.